# کابوی (فیلم ۱۹۵۸)
کابوی (انگلیسی: Cowboy) فیلمی در ژانر وسترن به کارگردانی دلمر دیوز است که در سال ۱۹۵۸ منتشر شد.

## بازیگران
- گلن فورد
- جک لمون
- دیک یورک
- برایان دانلوی
- ریچارد جاکل
- استروتر مارتین
- وان تیلور
- کینگ داناوان